# 辉山镇
辉山镇，是中华人民共和国四川省乐山市五通桥区曾经下辖的一个镇。2019年12月，撤销辉山镇，将其所属行政区域划归金山镇管辖。

## 行政区划
辉山镇撤销前下辖以下地区：
劳动街社区、争鸣村、杏林村、杏花村、红十月村、灯塔村、先家村、桐麻村、民安村和六塘村。